# Rosenstraße 16 (Weißenburg)

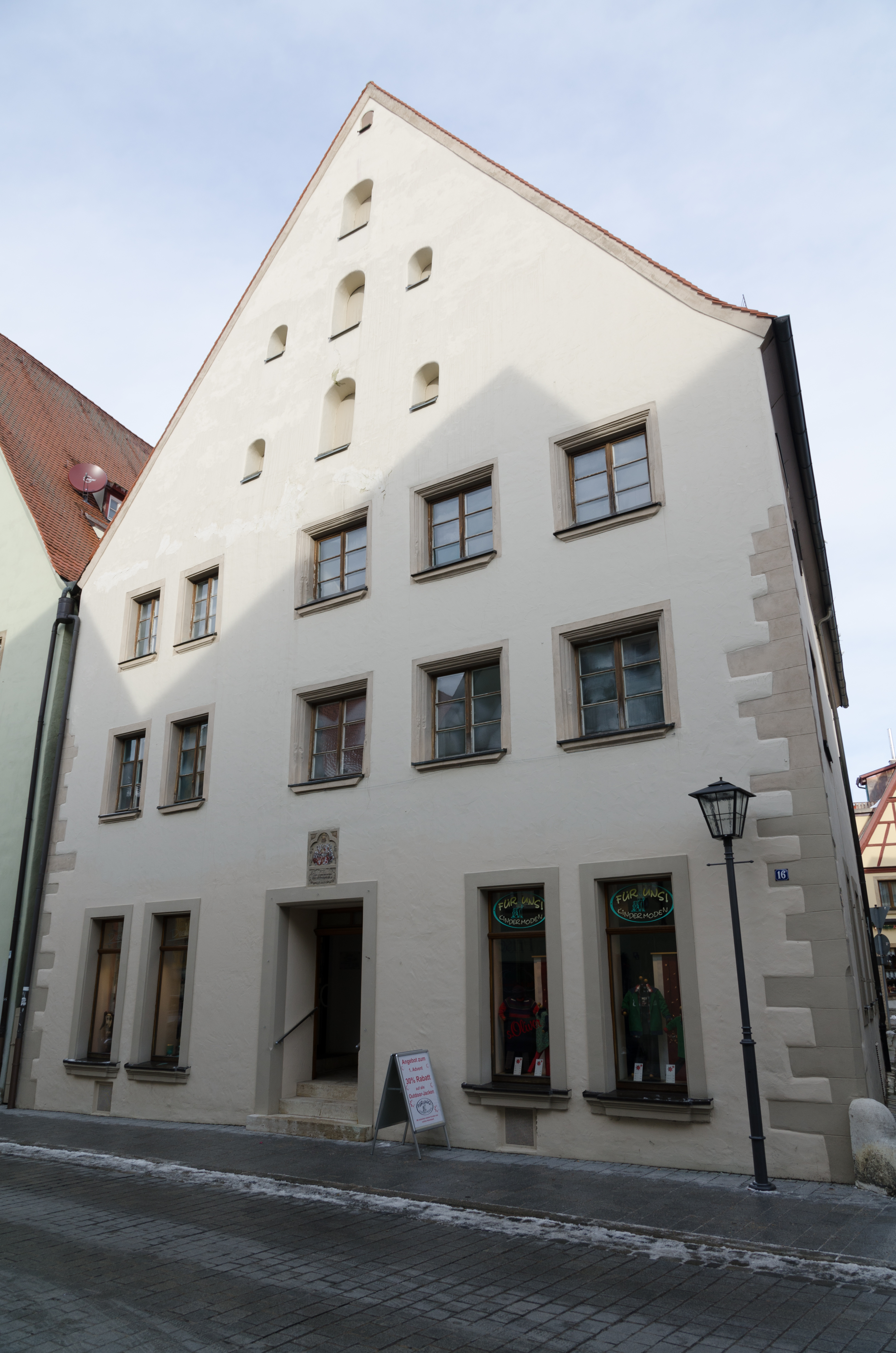
Frontansicht des Hauses Rosenstraße 16 (März 2021)

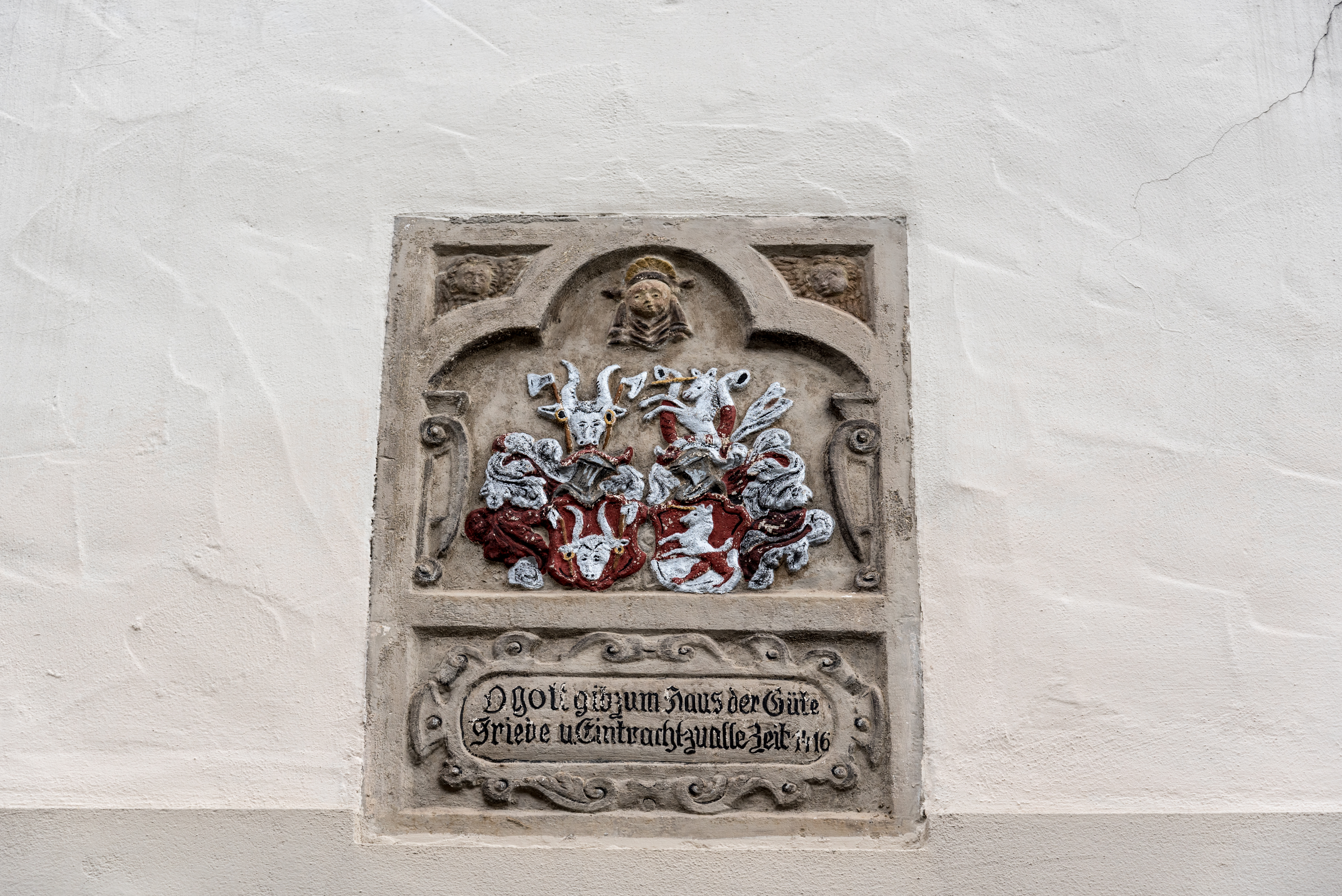
Wappen über dem Eingang

Das Haus an der Rosenstraße 16 ist ein denkmalgeschütztes Bürgerhaus in der Altstadt von Weißenburg in Bayern im mittelfränkischen Landkreis Weißenburg-Gunzenhausen. Das Gebäude ist unter der Denkmalnummer D-5-77-177-378 als Baudenkmal in die Bayerische Denkmalliste eingetragen.
Das Bauwerk steht in der Rosenstraße an der Ecke zur Postgasse umrahmt von weiteren Baudenkmälern unweit der St.-Andreaskirche auf einer Höhe von 423 Metern über NHN. Das Nachbargebäude ist das ebenfalls denkmalgeschützte Haus an der Rosenstraße 18.
Der sehr große, dreigeschossige und giebelständige Steildachbau stammt im Kern aus dem Jahr 1564 und wurde im 17. und 18. Jahrhundert ausgebaut. Der massive Giebelbau hat einen fachwerksichtigen, rückwärtigen Giebel sowie Eckquaderungen. Bei einem Umbau von 1616 bis 1618 wurden neue Fenster mit profilierten un dekorierten Steinrahmungen gesetzt.